# Сотир Нанев
Сотир Томов Нанев е български юрист и журналист от Македония от първата половина на 20 век. Нанев гравитира около Михайловисткото крило на ВМРО. Той е един от първите български военни навлязъл във Вардарската бановина в началото на Априлска война през 1941 година.

## Биография
Роден е на 15 юли 1895 година в Прилеп, тогава в Османската империя. Нанев напуска Македония още като юноша в 1910 година, след насилията, съпровождащи обезоръжителната акция на младотурския режим, и се установява в София. Участва в Първата световна война като запасен подпоручик в 18-ти артилерийски полк. След войните се включва в редиците на македонското движение, където гравитира около привържениците на Иван Михайлов. Завършва право в Софийския университет "Св. Климент Охридски" и става адвокат. След разгрома на левицата във ВМРО в Горноджумайските събития в 1924 година, Нанев влиза в редакцията на „Илинден“. Член е на Националния комитет на Македонските братства и Съюза на македонските младежки културно-просветни организации в България Участва в подписването на Софийската декларация между Усташа и Националния комитет на Съюза на македонските емигрантски организации. Работи като инспектор в Българска земеделска банка и като директор на Собственишка кооперативна банка.
След началото на Югославската операция Сотир Нанев е мобилизиран и е един от първите български офицери, които влизат в Македония още преди установяването на българското управление в областта. Посещението му, което има разузнавателен характер, се извършва между 10 и 19 април 1941 година. През 1943 година е назначен за областен директор на Битоля. През есента на 1944 година Нанев участва в опита за прогласяване на Независима Република Македония. При отстъплението на германската Група армии „Е“, Сотир Нанев освобождава задържаните в затвора на Битоля комунистически партизани, поради което получава задочна смъртна присъда от германците. С помощта на македонските партизани се завръща със семейството си в София на 2 октомври 1944 година. На 3 октомври е извикан за справка от новите ОФ власти, след което е ликвидиран. Погребан е в Централните софийски гробища.
Оставя спомени – автор е на книгата „Възкресение – Македония 1941“.

## Издания на „Възкресение – Македония 1941“
- 1942 – София: "Т. Ф. Чипев";
- 2003 – София: ИК "Труд", ISBN 9545283361;
- 2020 – Плевен: "Еделвайс", ISBN 978-619-7186-28-4;
- 2021 – София: Университетско издателство "Св. Климент Охридски", ISBN 978-954-07-5164-1.